# Cantalobos
Cantalobos es una localidad perteneciente al municipio de Lanaja, en la provincia de Huesca, comunidad autónoma de Aragón, España. En 2023 contaba con 95 habitantes. La localidad fue fundada en 1964.